# 比立内駅
比立内駅（ひたちないえき）は、秋田県北秋田市阿仁比立内にある、秋田内陸縦貫鉄道秋田内陸線の駅である。国鉄時代は旧阿仁合線の終着駅であった。委託駅員が配置されていたが現在は無人駅である。

## 歴史
- 1963年（昭和38年）10月15日：国鉄阿仁合線の駅として北秋田郡阿仁町に開業[1][2]。阿仁合線の終着駅となる[2]。
- 1980年（昭和55年）9月20日：貨物取り扱い廃止[3]（専用線発着車扱貨物は存続）[2]。
- 1981年（昭和56年）3月10日：専用線発着車扱貨物が廃止[2]。
- 1984年（昭和59年）2月1日：荷物扱い廃止[2]。
- 1986年（昭和61年）11月1日：秋田内陸縦貫鉄道秋田内陸北線の駅となる[2]。
- 1989年（平成元年）4月1日：当駅から松葉駅まで延伸開業し、線名が秋田内陸線になる[2][4]。
- 2022年（令和4年）1月29日：駅舎内にコワーキングスペースとコミュニティ広場「阿仁比立内がっこステーション」がオープンする。
- 2023年（令和5年）
  - 10月15日：地域住民や内陸線の関係者約150人が参加し、旧国鉄阿仁合線開通と比立内駅開業60周年を祝う記念セレモニーを開催[5]。
  - 11月1日：漬物加工所を新たに整備し、「阿仁比立内がっこステーション」がリニューアルオープン[6]。

## 駅構造
島式ホーム1面2線を有する地上駅。駅舎には待合室がある。

### のりば
| のりば | 路線        | 方向 | 行先     |
| ------ | ----------- | ---- | -------- |
| 駅舎側 | ■秋田内陸線 | 上り | 鷹巣方面 |
| 反対側 | ■秋田内陸線 | 下り | 角館方面 |

付記事項
- 案内上ののりば番号は設定されていない。
- 下り列車は両ホームへ入線することができる[注釈 1]。
- 反対側のりばには鷹巣方面への出発信号機が設けられている。

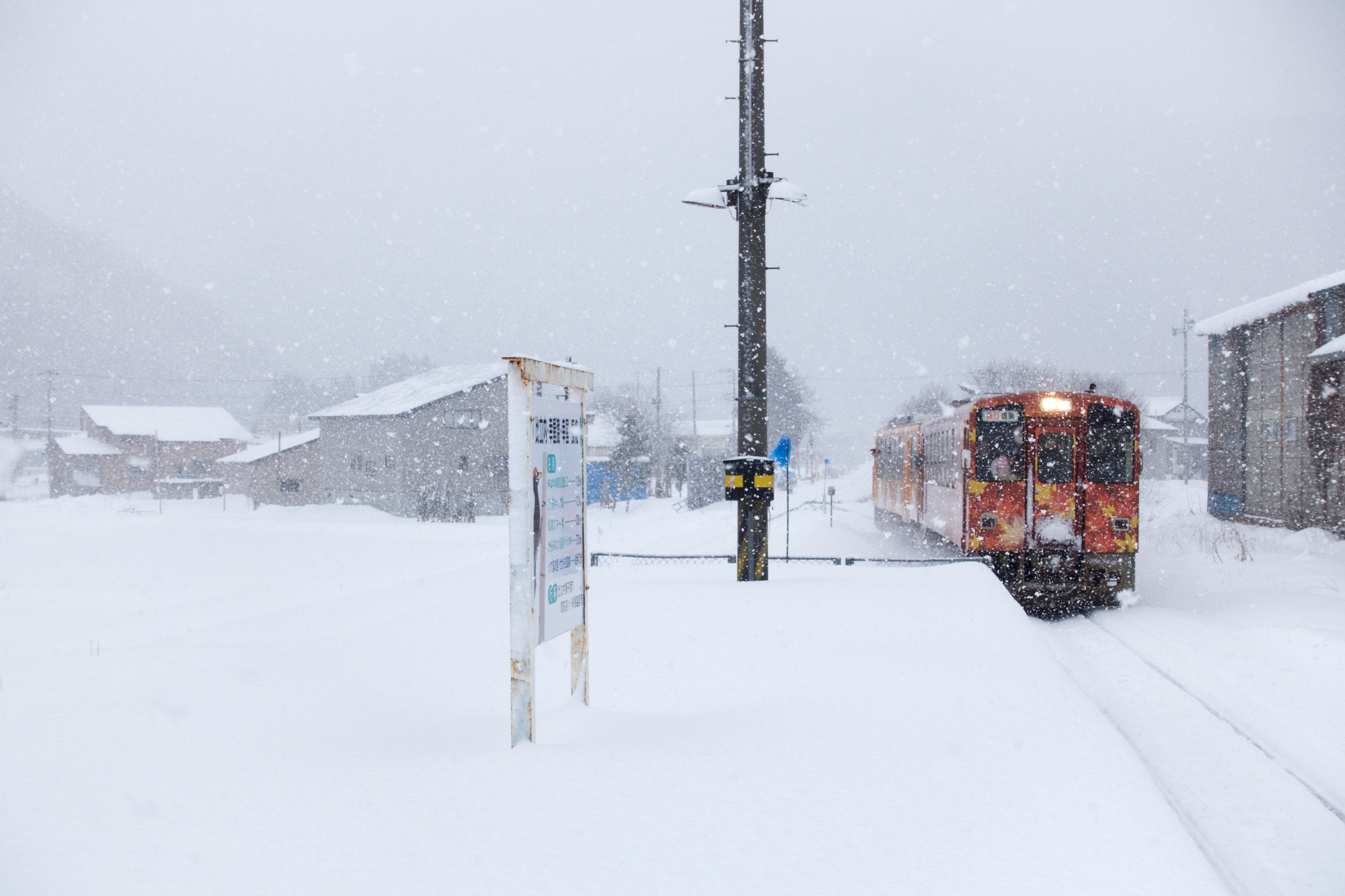
冬のプラットホーム
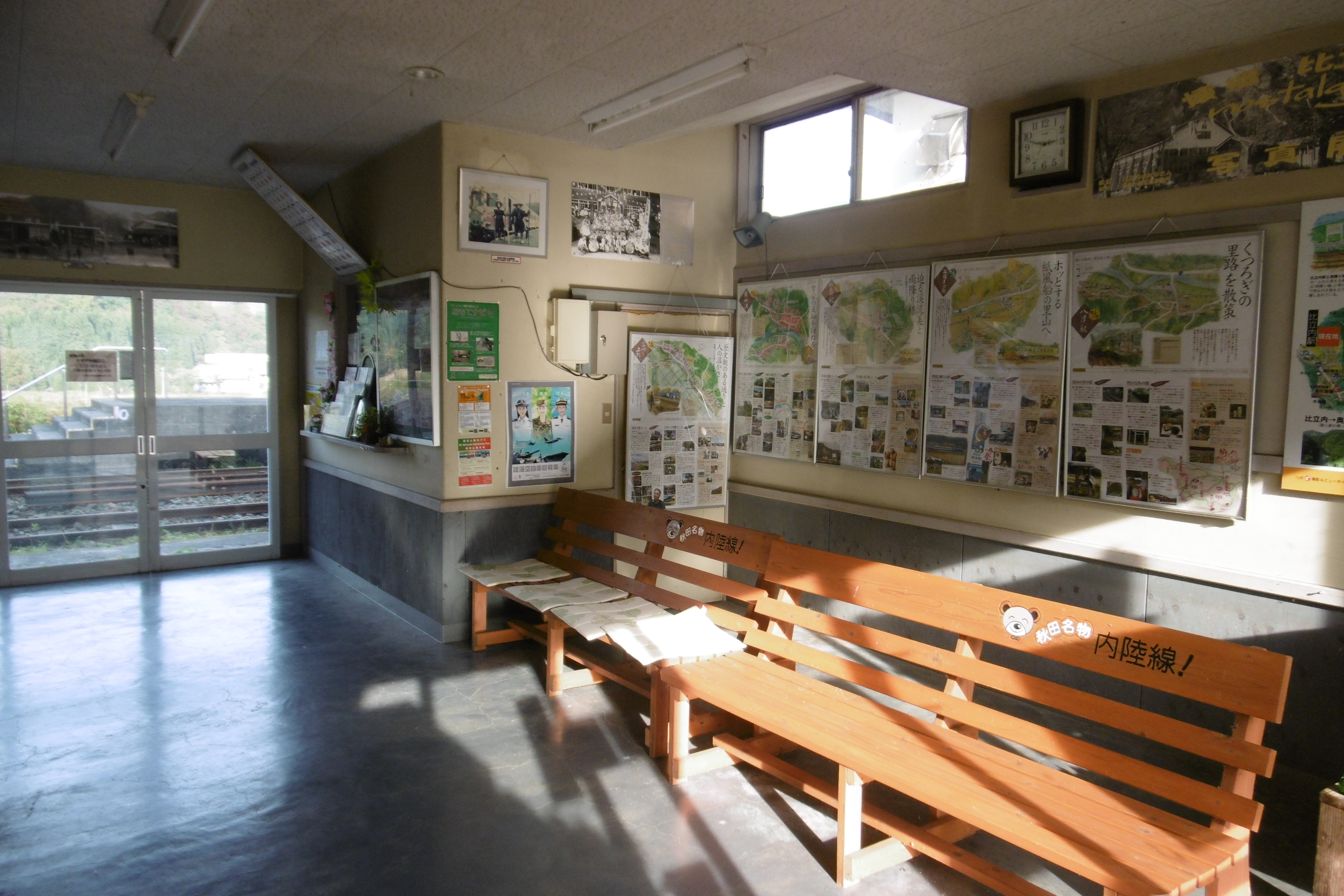
待合室

## 利用状況
| 1日乗降人員推移 | 1日乗降人員推移 |
| 年度            | 1日平均人数     |
| --------------- | --------------- |
| 2016年          | 36              |
| 2017年          | 31              |
| 2018年          | 26              |

## 駅周辺
- 国道105号
- 道の駅あに
- 比立内郵便局

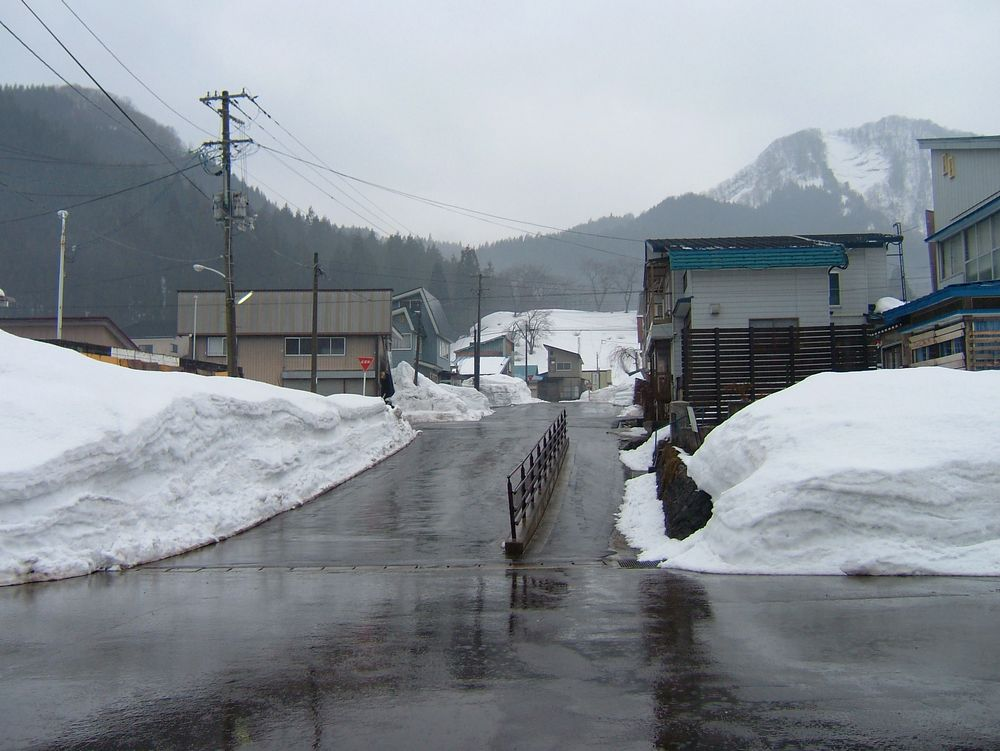
駅前風景

- 北秋田市立義務教育学校阿仁学園前期課程（北秋田市立大阿仁小学校その他との統廃合）＊令和５年度現在、本校舎改築中につき、一時的に旧大阿仁小学校校舎を使用しているが、改築完了後は阿仁合に移転の予定。
- 秋田県道308号河辺阿仁線
- 北秋田市阿仁総合窓口センター大阿仁出張所

## バス路線
路線バス（秋北バス）比立内駅前バス停
北秋田市民病院前 - 打当線（平日のみ運行）
- 打当ゆき
- 北秋田市民病院前ゆき
  - 阿仁合駅前 - 米内沢駅（構内） - 北秋田市民病院前

## その他
- 当駅で切符の販売は行っていないが、駅周辺の「道の駅あに」では企画乗車券の購入ができる[9]。
- 観光案内を兼ね北秋田市の職員が詰めていることがあるが、駅業務は行わない。
- 朝6時台に当駅始発の阿仁合方面鷹巣行きが1本設定されている他、阿仁合発19時台と20時台の下り列車はこの駅で運行を終える（そのうち後者は阿仁合発の下り最終列車）。これらの列車は角館方面との接続はない。なお、この駅での夜間滞泊は設定されていないため、これらの列車は運用の前後に阿仁合との間で回送される。

## 隣の駅
秋田内陸縦貫鉄道
■秋田内陸線
- 急行「もりよし」停車駅

□快速（下り）
阿仁合駅 → 比立内駅 → 阿仁マタギ駅
□快速（上り）・■普通
岩野目駅 - 比立内駅 - 奥阿仁駅